# 亮島
亮島（りょうとう）は馬祖島に属する島の一つ。旧名は浪島（ろうとう）。北竿郷と東引島の間に位置する。中華民国の行政区分では福建省連江県に属している。面積は0.4Km²。民間人の上陸は制限されている無人島である。
1951年7月、中華民国国軍は台湾と馬祖間の航路の安全を確保するために、反共救国軍の海上特種突撃中隊長であった李承山を浪島に派遣した。李承山らの一隊は浪島に上陸し、青天白日満地紅旗を立てた。
1966年、当時の国防部長であった蔣経国によって「中国大陸を明るく照らす」という意図を込めて、「亮島」と改称された。

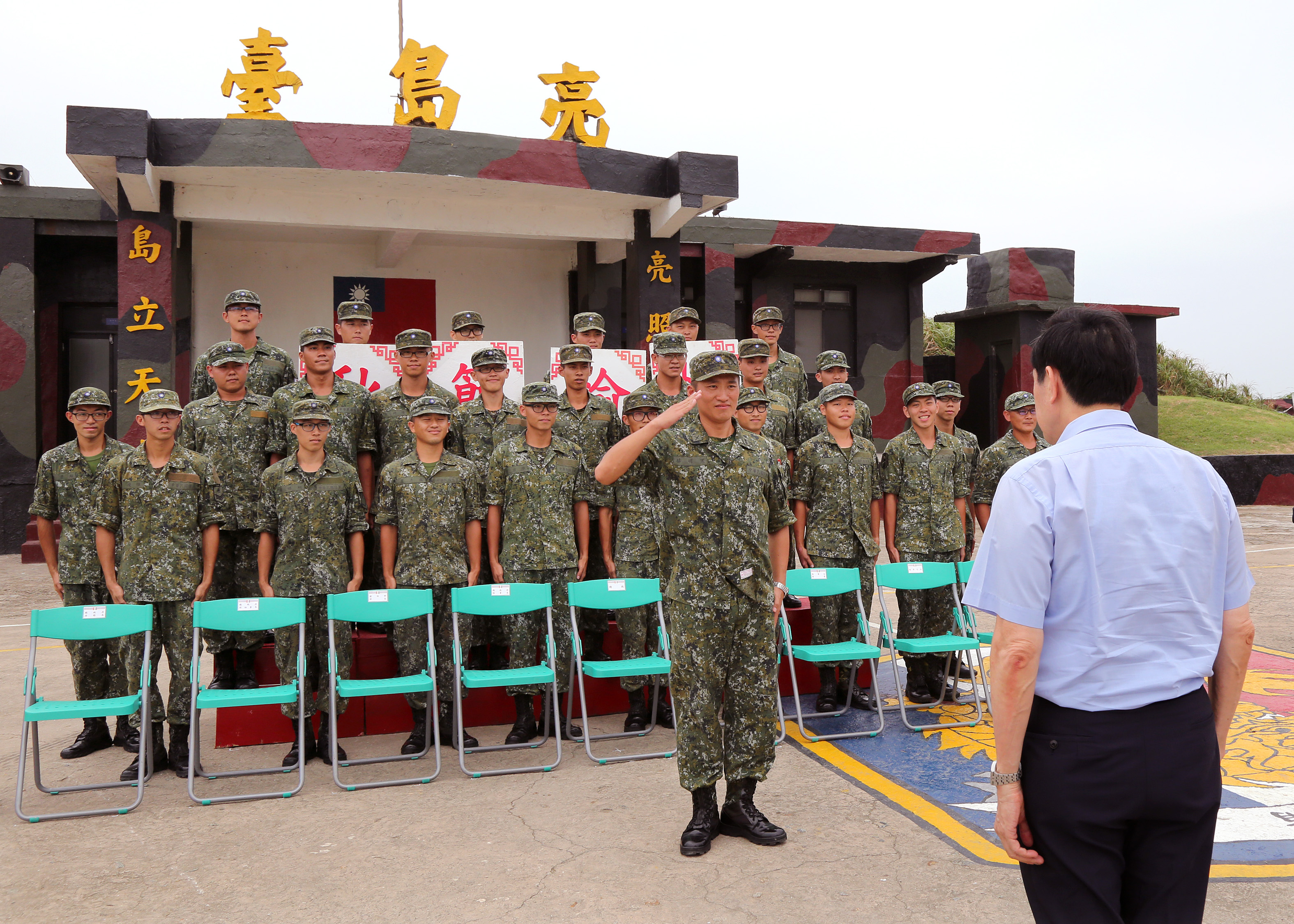
亮島

## 関連項目

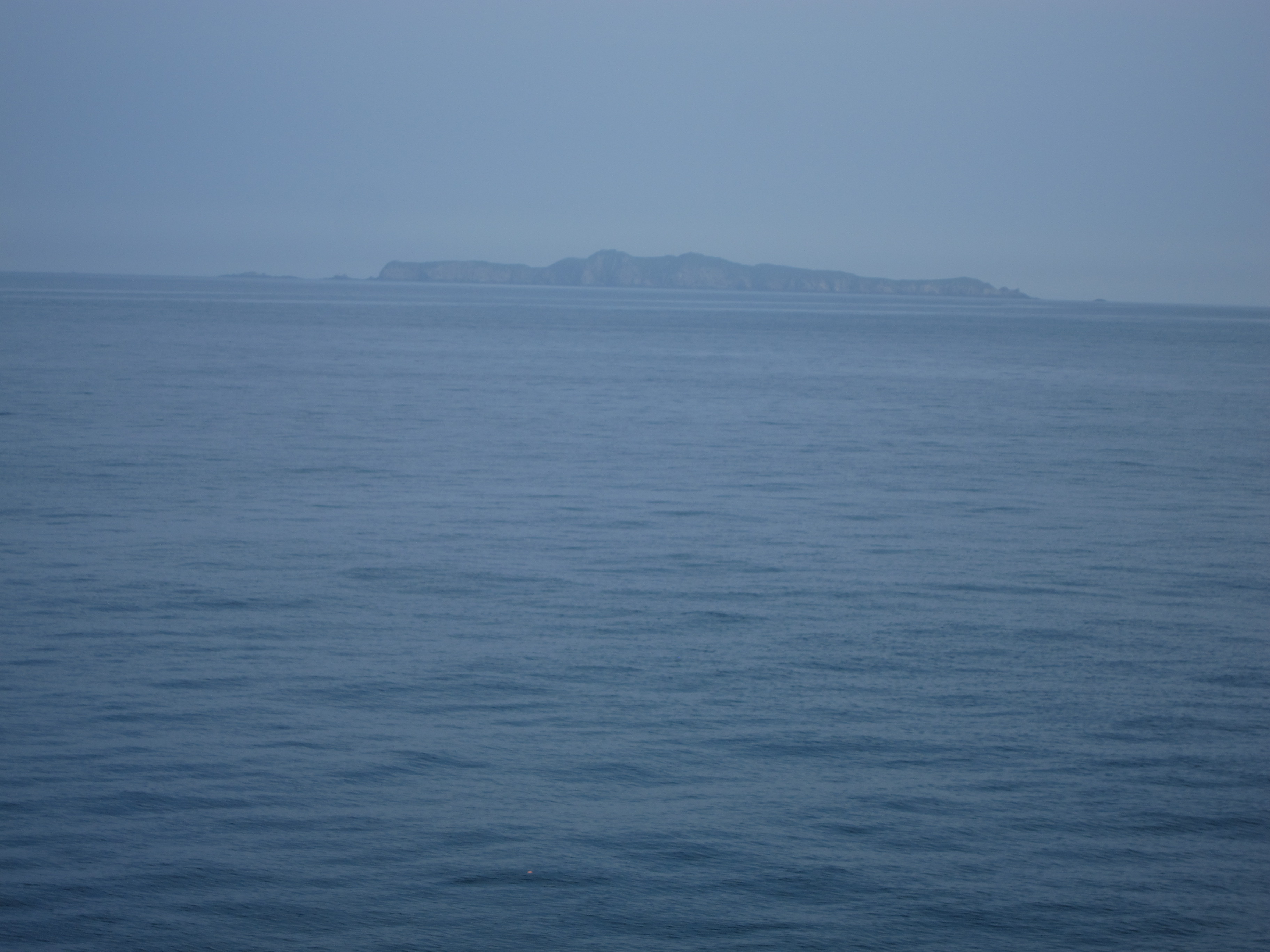
亮島